# Death Mills
Pour plus de détails, voir Fiche technique et Distribution.
Death Mills est un court métrage américain réalisé par Billy Wilder, sorti en 1945.
Death Mills signifie « Les Usines de la mort » ; il s'agit du premier documentaire à montrer la découverte des camps de concentration nazis par les Alliés au lendemain de la Seconde Guerre mondiale.
La genèse de ce film est bien décrite dans le livre des mémoires de Billy Wilder « Et tout le reste est folie » recueillies au cours de divers entretiens par Hellmuth Karasek et édité en français par Nouveau Monde Ed en 2024 (Edition originale en allemand, Hoffman und Campe Verlag Ed. 1992) :
Le scénario et la réalisation de ce film étaient entre les mains de Hanus Burger, qui était chargé pendant la guerre alors qu’il était lieutenant de la Psychological Warfare Division de tourner un film sur les camps de concentration.
En aout 1945 on présenta à Londres une première version du film de Burger (« Todesmühlen » – littéralement « Les moulins de la mort ») que les responsables trouvèrent trop longue. L’Office War Information eut recours à Billy Wilder (qui avait été missionné par les responsables du Psychological Warfare pour veiller sur le renouveau du cinéma allemand), pour effectuer de larges coupures . Ils voulaient réduire le film de 86 à 22 minutes estimant que d’était le maximum qu’on pût faire endurer aux Allemands.

## Synopsis
Le film fut à l’origine tourné avec une bande son en allemand pour être projeté dans l’Allemagne et l’Autriche occupées. Il s’agit du premier documentaire montrant ce que les Alliés découvrirent lorsqu’ils libérèrent les camps d’extermination nazis : les survivants, les conditions de vie, et la preuve d’un génocide. Le film fait état des aspects économiques de l’organisation des camps. Des membres du personnel de ceux-ci, faits prisonniers, y sont interrogés. Et l’on y voit la visite forcée des habitants de villes voisines qui, de même que leurs compatriotes, sont accusés de complicité dans les crimes nazis – c’est l’une des rares condamnations de cette sorte enregistrées dans les archives alliées de la Seconde Guerre mondiale. Au même moment Samuel Fuller tournait son premier film amateur au camp de Falkenau, mais ces images ne seront visibles qu'en 1988, incluses dans Falkenau, vision de l’impossible, documentaire d’Emil Weiss.

## Fiche technique
- Titre : Death Mills
- Titre original : Death Mills
- Réalisation : Billy Wilder
- Production : U.S. Army Signal Corps
- Pays d’origine : États-Unis
- Format : Noir et blanc
- Genre : Documentaire
- Durée : 22 minutes
- Dates de sortie : 1945